# William Sherard
William Sherard ( * 27 de febrero de 1659 , Bushby - 11 de agosto de 1728 ), fue un botánico británico.

## Biografía
William Sherard era hijo de George y de Mary Sherard; y hermano de James Sherard (1666-1738), botánico también. Hace sus estudios en el Taylor's School luego en el St John's órgano colegiado de Oxford. Obtiene su Bachelor of Civil Law en 1683 y su Doctorado of Civil Law en 1694.
En París, estudia botánica ante Joseph Pitton de Tournefort (1656-1708) y en Leiden con Paul Hermann (1646-1695). Hace colectas de especímenes para Herbario en Ginebra, Roma y Nápoles.
De 1702 a 1716, trabaja por cuenta de una compañía turca en Esmirna; y allí, de 1703 a 1716, es cónsul británico. Hace entonces numerosas excursiones para recoger plantas y objetos arqueológicos.
A su vuelta en Gran Bretaña, funda una cátedra de botánica consagrada al sistema linneano en Oxford, cátedra que lleva entonces su nombre. Se convierte en miembro de la Royal Society en 1720.
Sherard es el autor de Schola Botanica, sive Catalogue Plantarum quas ab aliquot annis in Horto regio parisiensi studiosis indigitavit vir clarissimus Joseph Pitton de Tournefort (1689) y de numerosos artículos científicos. Es gracias a su influencia que Herman Boerhaave (1668-1738) publica el Botanicon parisiense de Sébastien Vaillant (1669-1722). Sherard colabora igualmente con John Ray (1627-1705) para el último volumen de su Historia Plantarum.

## Honores

### Epónimos
Dillenius (1684-1747) le dedicó el género Sherardia Dill. de la familia de las rubiáceas.
- La abreviatura «Sherard» se emplea para indicar a William Sherard como autoridad en la descripción y clasificación científica de los vegetales.[1]